# خلیفه‌لو (نمین)
خلیفه‌لو روستایی است که در استان اردبیل، شهرستان نمین، بخش ویلکیج، دهستان ویلکیج مرکزی قرار دارد. و یک تپهٔ قدیمی و باستانی نیز دارد.

## جمعیت
بر اساس سرشماری سال ۱۳۹۵ جمعیت این روستا ۷۰۰ نفر با ۱۲۰ خانوار بوده‌است.
مشکل قطع آب
این روستا از سال ۱۳۹۷ مشکل قطع آب شرب دارد و مردم این روستا برای آب به روستاهای اطراف می‌روند
در آبان ماه ۱۳۹۸ و پس از یکسال مشکل قطع آب شرب این روستا حل شد. شغل و درآمد مردم این روستا کشاورزی و دامداری است